# Encephalartos ghellinckii
Encephalartos ghellinckii es una especie de Cycadopsida del género Encephalartos, de la familia Zamiaceae, del orden Cycadales.

## Distribución
Encephalartos ghellinckii se distribuye por Sudáfrica (E Cape, KwaZulu-Natal).

## Taxonomía
Fue descrita científicamente por Lem.. Fue publicado por primera vez en Lem. In: Ill. Hort. 14, misc.: 80-81; 15: pl. 567. (1867).